# Роджерс, Чарльз
Чарльз Эдвард (Бадди) Роджерс (англ. Charles Edward Rogers; 13 августа 1904, Олейте — 21 апреля 1999, Ранчо-Мираж) — американский актёр и джазовый музыкант.

## Биография
Роджерс родился в семье Мод и Берта Генри Роджерс в Олейте, Канзас. Учился в Канзасском университете. В середине 1920-х он начал сниматься в голливудских фильмах. Он был талантливым тромбонистом, играл на других музыкальных инструментах. Роджерс выступал со своим джаз-бандом на радио. Во время Второй мировой войны служил в ВМС США инструктором лётной подготовки.
Славу ему принёс фильм 1927 года «Крылья», где он сыграл вместе с Кларой Боу. Фильм получил награду за лучший фильм года, которая впервые была присуждена в этом году.
Имеет звезду на Голливудской аллее славы (№ 6135 на Голливудском бульваре).
В 1986 году удостоен Награды имени Джина Хершолта.

## Личная жизнь
В 1937 году Роджерс стал третьим мужем легенды немого кино Мэри Пикфорд, которая была на двенадцать лет старше его. В браке они прожили 42 года до смерти Пикфорд, случившейся в 1979 году. Собственных детей у пары не было, но они усыновили двоих детей — Роксанну (родилась в 1944 году, удочерена в 1944 году) и Рональда Чарльза (родился в 1937 году, усыновлен в 1943 году).

## Смерть
Роджерс умер на Ранчо Мираж, штат Калифорния, в 1999 году в возрасте 94 лет от естественных причин, и был похоронен на кладбище Forest Lawn, Cathedral City, недалеко от Палм-Спрингс.

## Избранная фильмография
- 1926 — Пленительная юность — Тедди Уорд
- 1927 — Крылья / Wings — Джек Пауэлл
- 1927 — Моя любимая девушка — Джо Меррилл
- 1931 — Украденные драгоценности / The Stolen Jools — камео